# حارة الحسين بن علي (ذمار)
حارة الحسين بن علي هي إحدى حارات مدينة ذمار التابعة لمحافظة ذمار، بلغ تعداد سكانها 1,185 نسمة حسب تعداد اليمن لعام 2004.